# Saint-Auban-sur-l'Ouvèze
Saint-Auban-sur-l'Ouvèze är en kommun i departementet Drôme i regionen Auvergne-Rhône-Alpes i sydöstra Frankrike. Kommunen ligger i kantonen Buis-les-Baronnies som tillhör arrondissementet Nyons. År 2022 hade Saint-Auban-sur-l'Ouvèze 204 invånare.

## Befolkningsutveckling
Antalet invånare i kommunen Saint-Auban-sur-l'Ouvèze
Referens:INSEE